# S.O.A.P.
S.O.A.P. was een Deense popgroep. Het muzikale duo van zusters Heidi and Saseline Sørensen, werd bekend met hun single "This is how we party".
De groep is nu ontbonden.

## Leden
- Heidi Sørensen (geboren 18 oktober 1979, Kampar, Maleisië)[1]
- Saseline "Line" Sørensen (geboren 26 juli 1982, Perak, Maleisië)[2]

## Discografie

### Albums
- 1998 Not Like Other Girls
- 1999 Miracle

### Singles
- 1998 This is how we party (#17 in Single Top 100[3] en #13 in Nederlandse Top 40[4])
- 1998 Not like other girls
- 1998 Ladidi ladida